# Húgyvérűség
A húgyvérűség vagy urémia (uraemia) a vese elégtelen működése miatt fellépő tünetegyüttes, amikor azok az anyagok, amelyeket rendes körülmények között a vese vizelet formájában kiválaszt, a vérben maradnak, s ott mérgező hatást fejtenek ki. Az urémia akkor okoz súlyos tüneteket, ha a vesék a szűrőfunkciójuknak már 10%-át sem képesek ellátni.

## Az urémia megelőzése
Az urémiát a veselégtelenséget okozó betegségek kezelésével, megelőzésével lehet elkerülni. Klasszikusan ilyen a cukorbetegség és a magas vérnyomás.

## Szövődmények
Az urémiának magas vérnyomás, szívelégtelenség, vizenyősödés, vérszegénység, vérzékenység, a kalciumszint csökkenése, a foszfátszint emelkedése, az erek csontosodása, a D-vitamin hiánya, étvágytalanság, hányinger, hányás, hasmenés, alultápláltság, a gyomor-béltraktus vérzései, magas káliumszint, a szervezet savasodása, a szívburok, a mellhártya gyulladása, idegrendszeri eltérések, gondolkodásbeli és mentális zavarok, alvászavar és csökkent libidó lehet a következménye. Súlyos esetben zavartság, aluszékonyság, izomrángások, izomgörcsök, kóma léphet fel. Kezelés nélkül az urémia életveszélyes állapotot, halált okoz.